# ديفيد ايزكيل هندرسون
ديفيد ايزكيل هندرسون (بالإنجليزية: David Ezekiel Henderson)‏ هو محامي وقاضي أمريكي، ولد في 3 سبتمبر 1879، وتوفي في 25 يوليو 1968.